# Hellmuth Vivell
Hellmuth Vivell (* 24. Januar 1949 in Wolfach) ist ein deutscher Pianist und Komponist.

## Leben
Hellmuth Vivell ist das jüngste von fünf Kindern von Auguste und Hans Vivell. Er wuchs im Kinzigtal in Baden-Württemberg auf. 1967 legte er in Hausach sein Abitur ab. Nach der Bundeswehrzeit studierte er an der Hochschule für Musik Karlsruhe Klavier bei Naoyuki Taneda und anschließend an der Musikhochschule Freiburg Klavier bei Edith Picht-Axenfeld und Naoyuki Inoue sowie Kammermusik bei Helmuth Barth und Komposition bei Klaus Huber. Die letzte Prüfung legte er 1995 ab. Vivell spielt außerdem Violine. Er ist Preisträger beim deutschen Hochschulwettbewerb und beim Komponistenpreis der Stadt Marl.
Von 1976 bis 2014 lehrte Vivell an der Universität Kassel als Dozent für Klavier und Musiktheorie. Zu seinen Schülern zählen unter anderen Edgar Knecht sowie die klassischen Pianisten Andreas Hering, Monika Arnold und Claudia Stockmann.
Als Pianist trat Vivell als Solist, Kammermusiker und Liedbegleiter international in Erscheinung und wurde unter anderem zum Gidon-Kremer-Festival eingeladen. Er gestaltete auch szenische Lesungen zu Heinrich Heine. Er konzertierte sowohl in Europa als auch in Japan, dort im Rahmen eines Friedensprojekts zum Gedenken an die Opfer der Atombomben in Hiroshima, Nagasaki und Kyoto.
Ein Schwerpunkt seiner Tätigkeit als Pianist ist die experimentelle Neue Musik. Zeitgenössische Werke wurden für ihn geschrieben und von ihm uraufgeführt, so z. B. the penrose piano book of pentatonic secrets von Reinhard Karger.
Vivell trat 2017 mit dem Bassisten Thomas Wiegand mit Franz Schuberts Winterreise, und 2019 im Trio „Erato“ auf.
Hellmuth Vivell ist seit 1976 verheiratet.